# Polixénia szárd–piemonti királyné
Polixénia (Krisztina Johanna; Langenschwalbach, Hessen–Rotenburg, 1706. szeptember 21. – Torino, Savoya, Szárd Királyság, 1735. január 13.), hessen–rheinfels–rotenburgi hercegnő, III. Károly Emánuel szárd–piemonti király második feleségeként Szardínia királynéja 1730 szeptemberétől 1735 januárjában bekövetkezett haláláig. A Hesseni-ház rotenburgi mellékágának tagja, a későbbi III. Viktor Amadé édesanyja.

## Életrajza

### Származása és családja
Polixénia hercegnő 1706. szeptember 21-én született Langenschwalbach városban a Hesseni-ház rotenburgi ágának tagjaként, ami a német uralkodóház egyetlen római katolikus mellákága volt. Édesapja Hessen–Rotenburg tartománygrófja, II. Ernő Lipót volt, édesanyja, Eleonóra hercegnő, Miksa Károly löwenstein–wertheim–rocheforti herceg leánya. Szülei közeli rokoni kapcsolatban álltak egymással, első fokú unokatestvérek voltak. A hercegnő nevét anyai nagyanyja, Polyxena Khuen von Belasi grófnő után kapta, teljes neve a keresztségben németül: Polyxena Christina Johanna lett.
Szülei tíz gyermeke közül Polixénia volt a második, azonban négy testvére (Magdaléna Leopoldina, Vilmos, Zsófia és Ferenc Sándor) kisgyermekként elhunytak. Felnőttkort megélt nővérei (Eleonóra, Karolina és Krisztina Henrietta) később hozzá hasonlóan magas rangú személyekhez mentek hozzá, királyné azonban csak belőle lett.

### Házassága és gyermekei

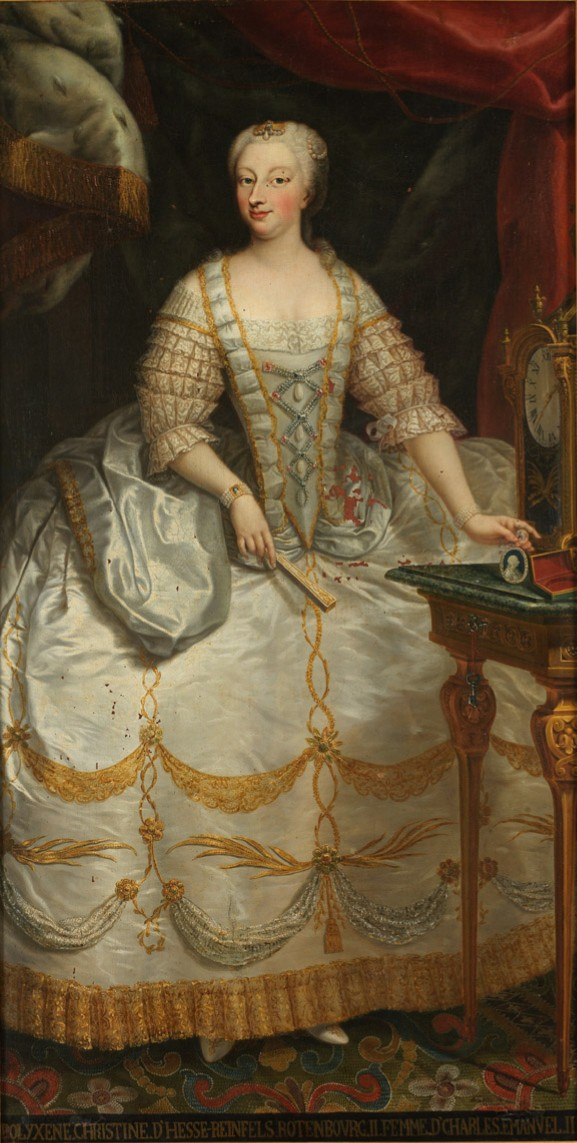
Hessen–Rotenburgi Polixénia királyné portréja, feltehetően Giovanni Panealbo munkája (korábban Martin van Meytens művének tulajdonították)

A Szárd Királyság örököse, Savoyai Károly Emánuel 1723 márciusában megözvegyült, ugyanis felesége, Pfalz–Sulzbachi Anna Krisztina nem sokkal első és egyetlen gyermekük, Viktor Amadé születését követően elhunyt (a fiú két évvel később, 1725-ben szintén eltávozott).
Ennek okán a trónörökös apja, II. Viktor Amadé szárd–piemonti király felkérést küldött Polixénia hercegnő szüleinek családjaik egyesítésére. Korábban Agostino Steffani vezetésével zajlottak a tárgyalások a herceg második feleségének kiválasztására: elsőként Rinaldo modenai herceg leánya, Amália hercegnő kezét tervezték megkérni, ám ez végül nem valósult meg.
Az eljegyzést 1724. július 2-án jelentették be, majd július 23-án meghatalmazottak útján Rotenburgban összeadták őket. A házasságot a felek személyes részvételével augusztus 20-án ünnepelték Thononban, a Savoyai Hercegségben. Az évek alatt kapcsolatukból összesen hat gyermek született (három fiú és három leány), ám a két legkisebb fiú, az 1731-ben született Emánuel Filbert, és az 1733-ban napvilágot látott Károly Ferenc hercegek idő előtt, kisgyermekként elhunytak (előbbi 1735-ben, háromesztendős korában, utóbbi születési évében, pár hónaposan). Leányaik nem mentek férjhez, ugyanakkor elsőszülött fiuk később III. Viktor Amadé néven foglalta el a szardíniai trónt. Szoros kapcsolatot ápolt anyósával, Anne Marie d’Orléans-nal, akinél gyakran tartózkodott a fővároson kívül fekvő Villa della Regina rezidenciáján, ahol Anna Mária királyné 1728-ban el is hunyt.

### Szardínia királynője

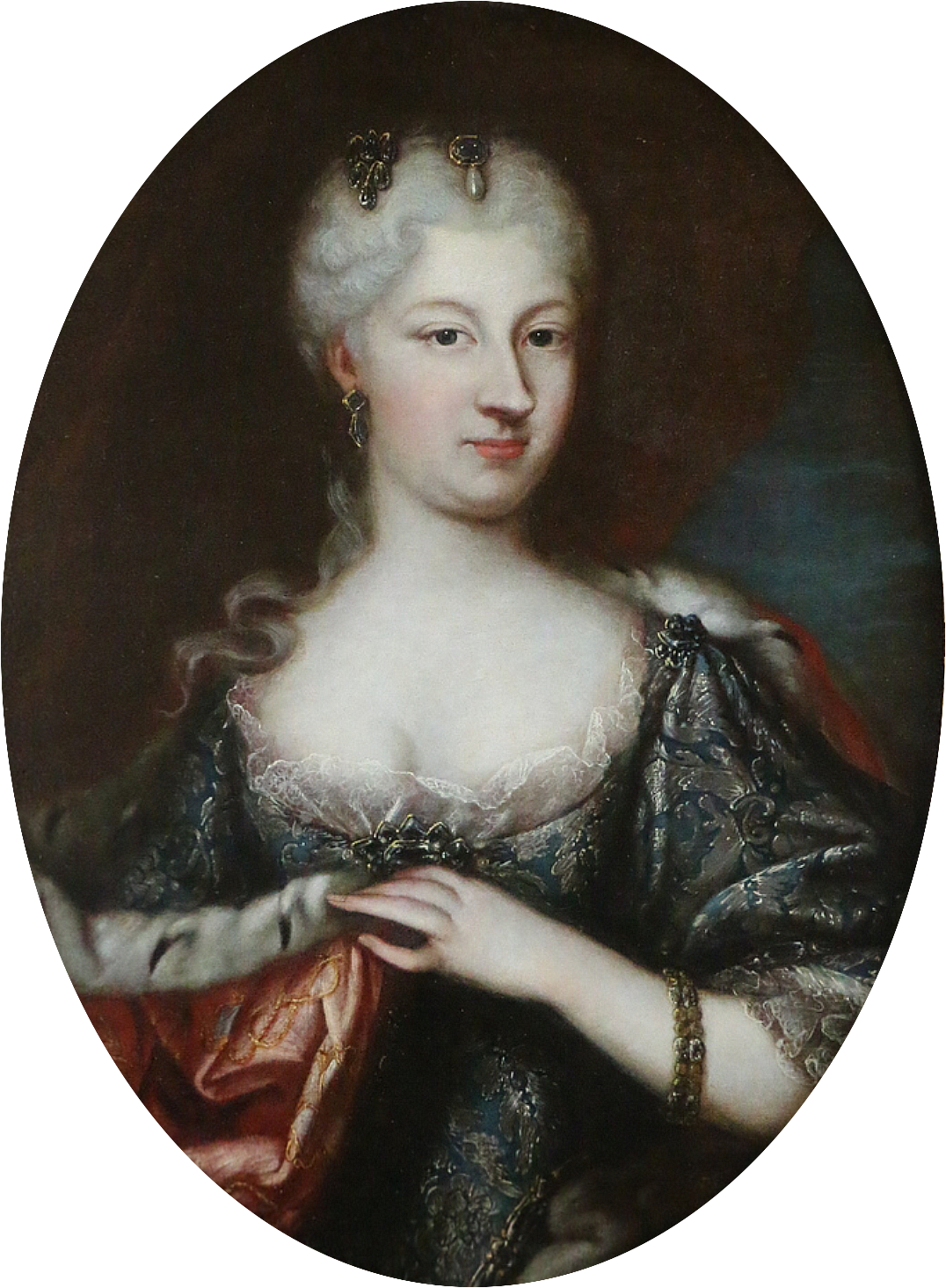
A királyné az itáliai festőnő, Maria Giovanna Clementi portréján

Apósa 1730-ban lemondott a trónról, így Polixénia férjével, az immáron III. Károly Emánuellel elfoglalta a Szárd Királyság trónját. Amikor a lemondott II. Viktor Amadé király betegségéből felépülve nem sokkal később bejelentette szándékát, hogy visszatér a trónra, a királyné befolyását felhasználva férje fölött elérte, hogy annak apját a Castello di Moncalieriben fogságba vessék. Ott egy ideig vele tartózkodott morganatikus hitvese, Anna Canalis di Cumiana is, aki korábban Polixénia udvarhölgyeként szolgált.
Polixéniát erényes és jámbor személynek írták le kortársai. 1732-ben menedékházat alapított fiatal anyák számára Torinóban, továbbá felújíttatta a Villa della Reginát, a stupinigi vadászkastélyt, valamint a torinói Szent József-templomot. Mindezeket az átalakításokat Filippo Juvarra építész közreműködésével valósította meg, miközben nagyban hozzájárult a kínai művészeti stílus (chinoiserie) divatjának elterjesztéséhez. Művészetpártolói tevékenysége részeként támogatta Giovanni Battista Crosato barokk festőt is.
1734 júniusa óta betegeskedett, majd a torinói királyi palotában hunyt el 1735. január 13-án, huszonnyolc esztendős korában. 1786 óta a Superga Királyi Bazilikában nyugszik. Két évvel halála után özvegye feleségül vette Lotharingiai Erzsébet Terézia hercegnőt, a későbbi I. Ferenc német-római császár húgát.

## Fordítás
- Ez a szócikk részben vagy egészben  a   Polyxena of Hesse-Rotenburg című angol Wikipédia-szócikk fordításán alapul.  Az eredeti cikk szerkesztőit annak laptörténete sorolja fel. Ez a jelzés csupán a megfogalmazás eredetét és a szerzői jogokat jelzi, nem szolgál a cikkben szereplő információk forrásmegjelöléseként.

| Polixénia Hessen−Rotenburgi-ház Született: 1706. szeptember 21. Elhunyt: 1735. január 13. |                                                             |                                        |
|                                                                                           |                                                             |                                        |
| Előző Orléans-i Anna Mária                                                                | Szardínia királynéja 1730. szeptember 3. – 1735. január 13. | Következő Lotaringiai Erzsébet Terézia |